# Campagna Lupia
Campagna Lupia kisváros az észak-olaszországi Veneto régióban található Velence megyében.